# کیف پول (فیلم)
کیف پول (انگلیسی: The Wallet) یک فیلم جنایی به کارگردان مورتون لوئیس و بازیگری جان لانگدن محصول سال ۱۹۵۲ است.